# Midor
Die Midor AG war ein Unternehmen des Schweizer Detailhandelskonzerns Migros, der Biscuits, Glacen und Snacks entwickelt und produziert. Sie belieferte Kunden in der Schweiz und weiteren 19 Ländern. Ausserdem produzierte die Midor zahlreiche Eigenmarken für die Migros und Grosskonzerne im In- und Ausland. Die 1928 gegründete Midor gehörte zur Gruppe der M-Industrie. An ihrem Standort in Meilen am Zürichsee beschäftigte sie rund 600 Mitarbeitende.
Die Migros-Industriebetriebe Delica, Chocolat Frey, Riseria Taverne und Totale Capsule Solutions wurden per 1. Juni 2021 mit Midor zur neuen Delica AG fusioniert.

## Geschichte

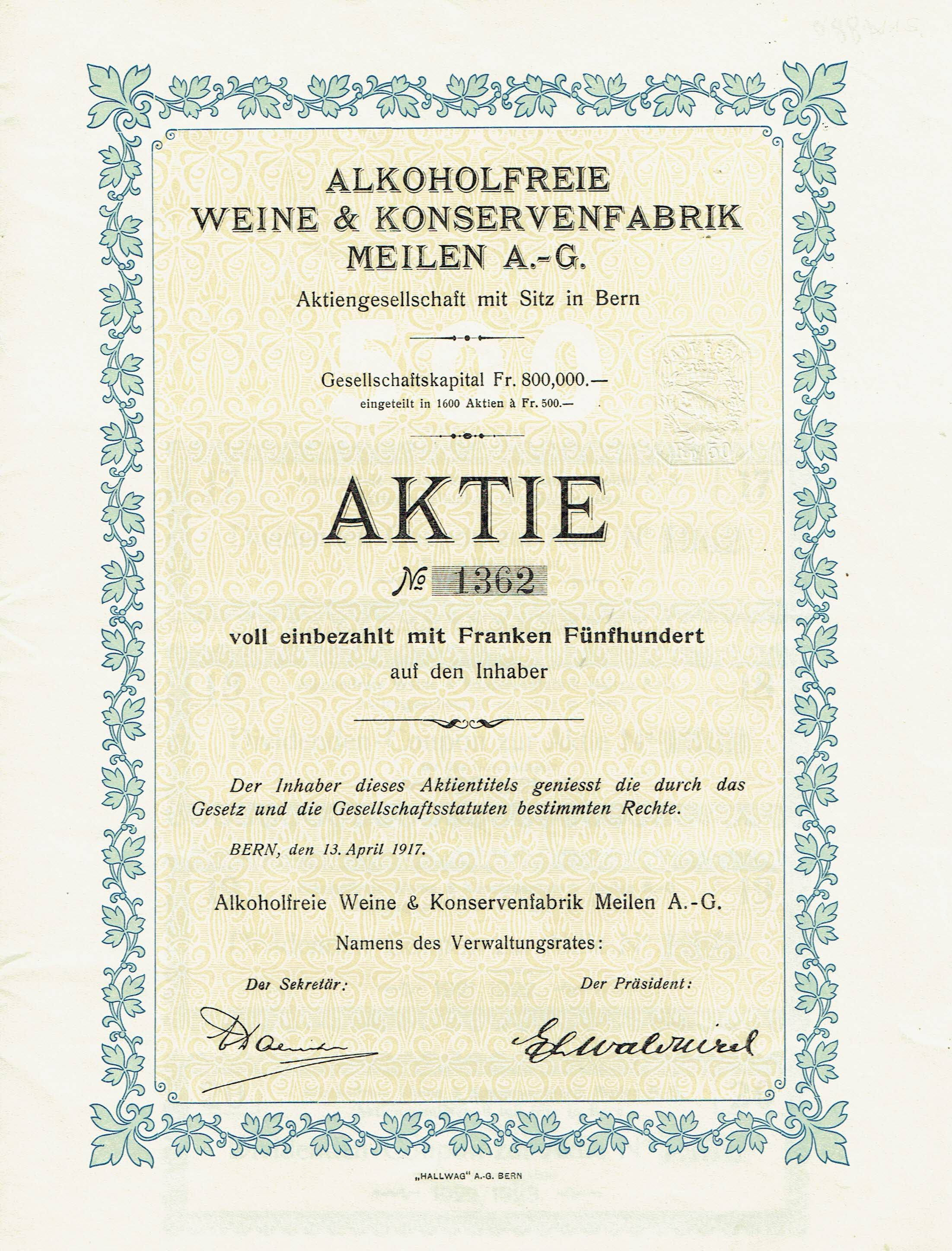
Aktie über 500 Franken der Alkoholfreie Weine & Konservenfabrik Meilen AG vom 13. April 1917

Am 13. Juni 1896 gründete sich in Bern die «Erste schweizerische Aktiengesellschaft zur Herstellung unvergorener und alkoholfreier Trauben- und Obstweine» mit einem Aktienkapital von 250'000 Franken. Ihr Ziel war die Produktion unvergorener Trauben- und Obstsäfte im grossen Massstab nach dem von Hermann Müller-Thurgau entwickelten «Wädenswiler Verfahren». Die erste Fabrik entstand im selben Jahr an der Laupenstrasse in Bern. 1899 änderte die Firma ihren Namen in «Gesellschaft zur Herstellung alkoholfreier Weine», wobei der Begriff «alkoholfreie Weine» eine damals übliche Umschreibung für Most war. Daraufhin liess sie am Zürichsee in der Nähe des Bahnhofs Meilen eine neue Fabrik errichten. Nachdem 1916/17 zusätzlich die Konservenfabrikation aufgenommen worden war, kam es zur Änderung des Firmennamens in «Alkoholfreie Weine & Konservenfabrik AG, Meilen».
1928 stand das Unternehmen kurz vor dem Konkurs. Gottlieb Duttweiler, der Gründer der Migros, erwarb für 50'000 Franken von der Schweizerischen Kreditanstalt einen Gläubigerposten in der Höhe von 400'000 Franken und war damit zum Hauptgläubiger des Unternehmens geworden, dessen Aktienmehrheit im Nachlassverfahren an die Migros überging. Die Übernahme war dem Umstand zu verdanken, dass die Migros selber Eigenmarken herstellen musste, um die rigorosen Boykotte der Markenartikelfabrikanten und ihrer Verbände zu umgehen. Die bisherigen Kunden waren dem Druck der Verbände nicht gewachsen, weshalb die Migros alleinige Abnehmerin der Produkte war. Duttweiler weitete die Produktion von Süssmost deutlich aus und senkte den Preis auf knapp die Hälfte, worauf die Mitbewerber nachziehen mussten. Das einstige Nischenprodukt entwickelte sich in kurzer Zeit zum Volksgetränk. Ab 1928 war Willi von Gonzenbach Mitglied des Verwaltungsrats.
Auf Duttweilers Vorschlag hin erfolgte am 30. Oktober 1929 die Umbenennung in «Produktion AG» Meilen (PAG). Am 1. September 1930 wurde Werner Ellenberger, als Nachfolger von Herrn Sulzer, Direktor der PAG. Die Süssmostherstellung wurde bald aufgegeben, um Platz für die Herstellung anderer Produkte zu gewinnen. Die Biscuitfabrikation lief 1930 an, ein Jahr später begann die Produktion von Joghurt. Die ebenfalls 1930 aufgenommene Herstellung von Speiseöl und Kochfett wurde 1934 nach Basel verlegt. Ab 1935 stellte die PAG die heute noch vertriebenen Fasnachtschüechli, die jedes Jahr nur während der Fasnachtszeit erhältlich sind. 1942 integrierte die PAG die bisher von der Jonatal AG (heute Jowa) durchgeführte Herstellung von Schokolade, gab diese aber bereits 1955 (zusammen mit der Confiserie- und Zuckerwarenproduktion) an die ebenfalls zur Migros gehörende Chocolat Frey ab.
1949 begann die PAG mit der Fabrikation von Eiswaren, 1969 übernahm sie die Waffelfabrikation der Jowa und 1974 lief die Pulverfabrikation für Cremes und Backpulver an. Nachdem 1983 die Eiswarenfabrikation ausgebaut worden war, folgte zwei Jahre später der Einstieg ins Exportgeschäft. 1996 benannte sich die PAG in Midor AG um, 2009 lagerte sie die Sparte Apéro-Nüsse an die Delica ab. 2016 nahm die Midor eine strategische Neuausrichtung vor.
Am 1. Juni 2021 wurde aus den fünf Unternehmen Midor, Chocolat Frey, Delica, Riseria sowie Total Capsule Solutions die Delica AG. Der Hauptstandort des rechtlich neu gegründeten Unternehmens ist Buchs im Kanton Aargau. Die bestehenden Standorte bleiben weiterhin als Produktionsstätten bestehen.

## Leitung (Auswahl)
- 1930–?: Werner Ellenberger (Direktor)
- 1943–1973: Theodor Kloter (Betriebsleiter, Prokurist und Personalchef)

## Produkte
Die Produkte der Midor sind in folgende Produktegruppen einteilbar:
- Biscuits
- Glace
- Getreide-Snacks
- Apéro-Gebäck
- Backmischungen und Dessert-Pulver
- saisonale Artikel
- Zwieback

Von der Midor produzierte Marken:
| - Blévita - Chocmidor - Coco ice-Land - Créa d’Or - Crème d’Or - I Gelati | - Megastar - Petit Beurre - Seehund-Family - Swiss Delice - Tradition Biscuits |